# Tropiska stormen Ingrid
Den tropiska stormen Ingrid var den nionde namngivna stormen och den sjätte stormen i den atlantiska orkansäsongen 2007. Ingrid blev årets första storm som inte hotade land. Eftersom Ingrid inte hotade land, så har det inte varit några rapporter om skador eller dödsoffer.

## Stormhistoria

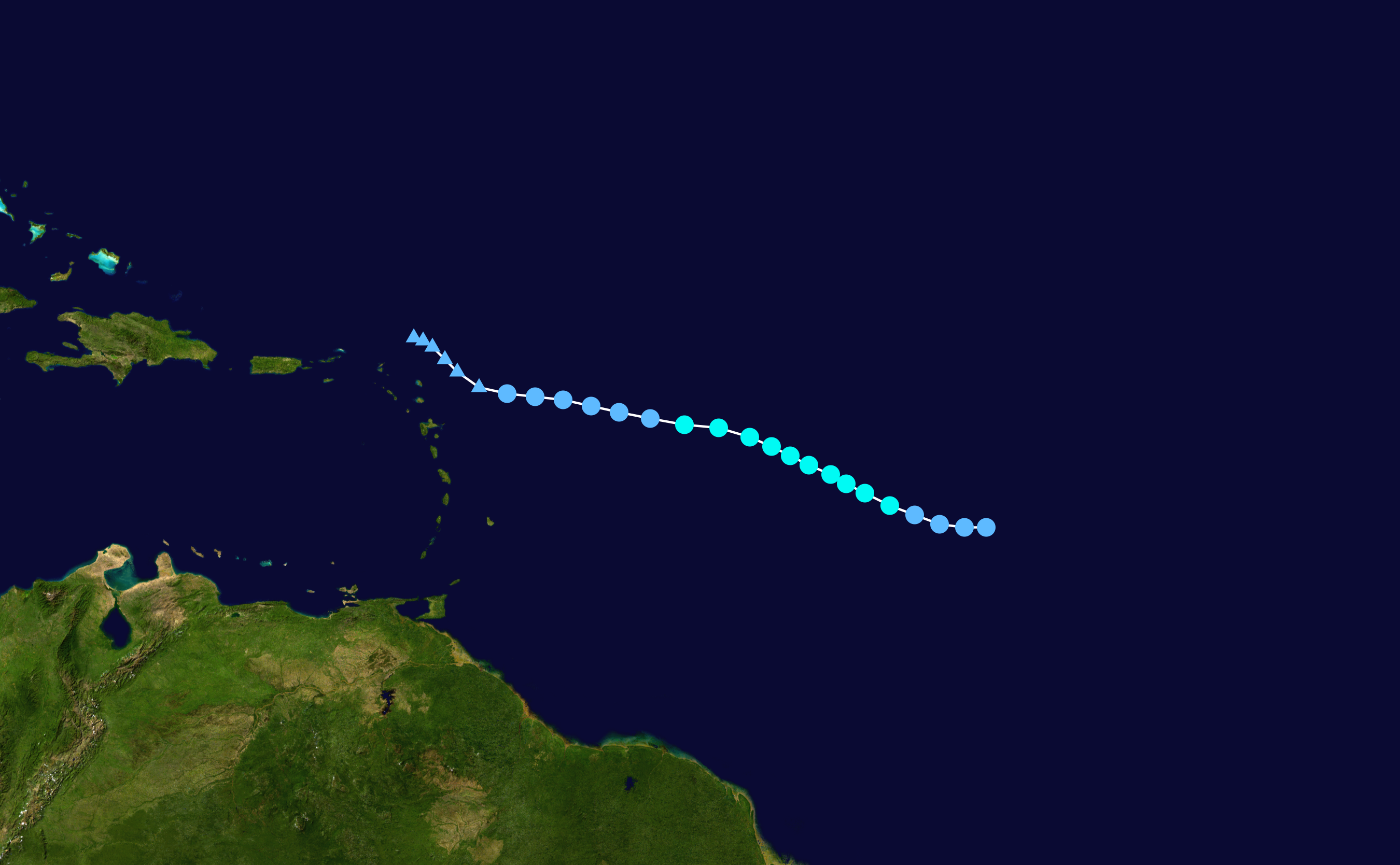
Ingrids bana

Den åttonde tropiska depressionen bildades ur en tropisk våg 1815 km öst om de Små Antillerna den 12 september, precis innan det system som skulle bli Humberto bildades. Ingrid utvecklades sakta och blev den tropiska stormen Ingrid den 14 september. Ingrid försvagades den 15 september till en tropisk depression. Den 17 september avmattades systemet strax norr Leeward Islands.